# Il cardinale Lambertini (film 1934)
Il cardinale Lambertini è un film del 1934 diretto da Parsifal Bassi.
Il soggetto è tratto dall'omonima commedia (1905) di Alfredo Testoni, il cui primo interprete era stato proprio Ermete Zacconi. Il film è in bianco e nero, ma propone anche delle riprese a colori con il Sistema Roncarolo.
Un'altra versione del testo verrà portato sullo schermo nel 1954 con l'interpretazione di Gino Cervi.

## Trama
Bologna, 1739.
Parte dello Stato Pontificio, Bologna è una città dove si misurano le forze contrapposte dei cittadini e degli alleati degli spagnoli che, per ragioni politiche, praticamente la controllano, occupando il territorio con le loro guarnigioni. Ago della bilancia delle diverse fazioni, il cardinale Prospero Lambertini entra in conflitto con gli spagnoli quando si trova coinvolto suo malgrado nella storia d'amore che lega il figlio del suo cameriere alla figliastra di una nobile ambiziosa. Per salvare l'amore dei due giovani che creano un imbarazzante caso politico, il cardinale deve far sfoggio di tutta la sua abilità, condita di simpatia, ironia e umanità. Risolta la situazione, il cardinale riceve la notizia della morte del papa e si appresta a partire per Roma, dove diventerà Benedetto XIV.